# Stephen Oliver (compositeur)
Pour les articles homonymes, voir Stephen Oliver.
Stephen Oliver est un compositeur britannique né à Chester le 10 mars 1950 et mort à Londres le 29 avril 1992  de complications dues au sida.

## Biographie
Il a souvent collaboré avec la BBC Radio 4.

## Œuvres
Il a écrit plusieurs opéras :
- 1971 : The Duchess of Malfi
- 1975 : Tom Jones
- 1981 : Othello de Jonathan Miller (TV)
- 1983 : Blondel
- 1984 : Beauty and the Beast
- 1991 : Timon of Athens